# Jan Kašpar
Jan Kašpar (Pardubice, 1883. május 20. – Pardubice, 1927. március 2.) cseh mérnök, a cseh repülés úttörője, és az első cseh repülőgép tervezője és pilótája.

## Életrajza

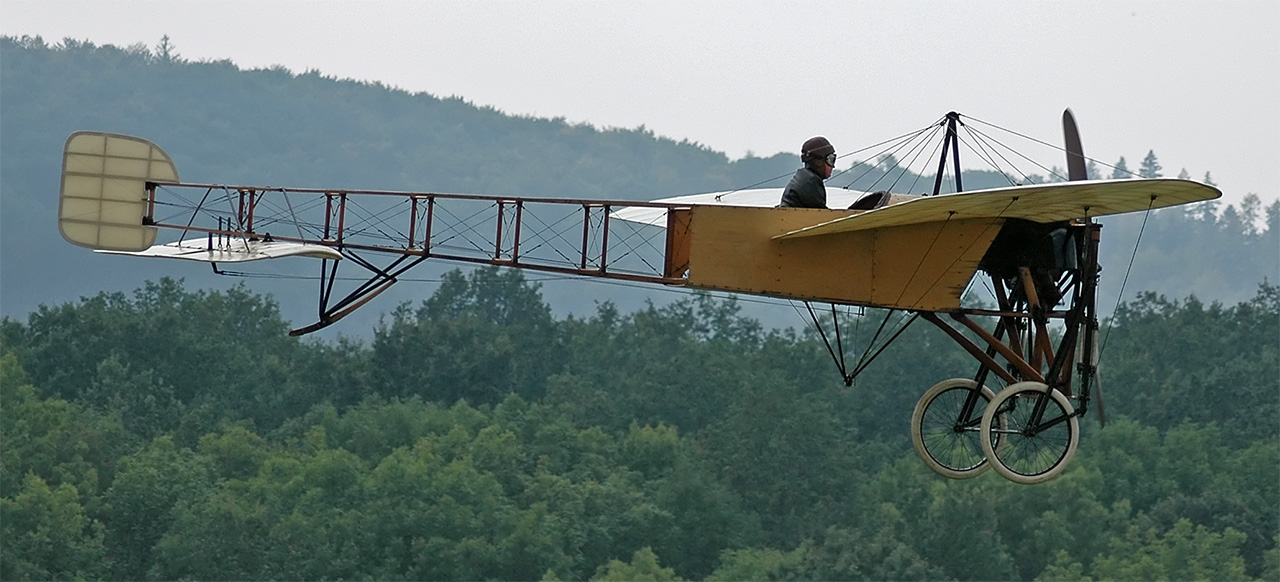
Blériot XI

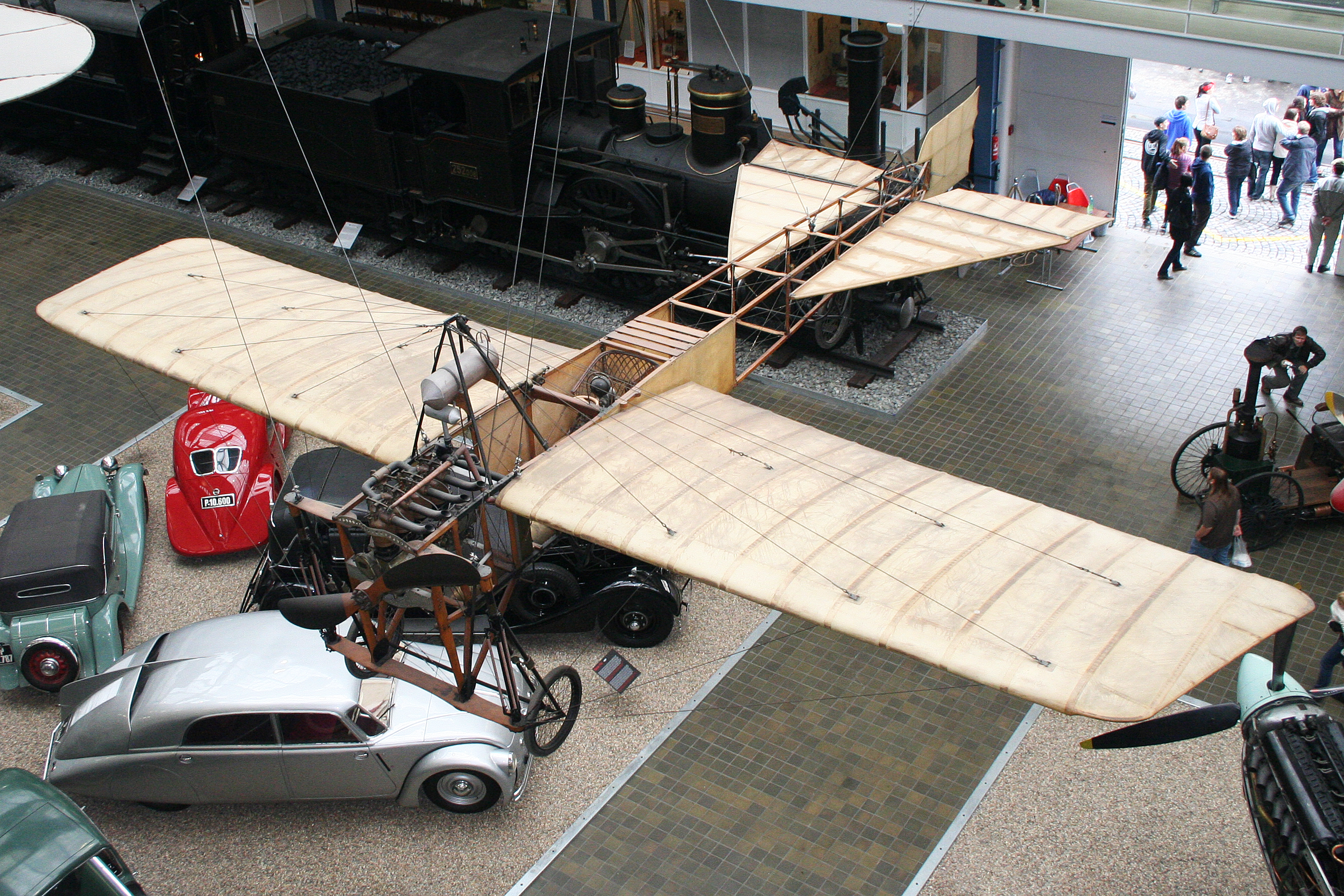
Jan Kašpar gépe, Nemzeti Műszaki Múzeum, Prága

Jan Kašpar 1883. május 20-án született a csehországi Pardubicében. Korai években a kerékpározás és automobil lelkes rajongója volt. Középiskolai tanulmányait Pardubicében végezte, majd Prágában, a cseh Műszaki Egyetemen végezte gépészmérnöki tanulmányait, ahol 1907-ben végzett. Később Németországban folytatta tanulmányait, ahol főképp a repülőgép-hajtóművek keltették fel érdeklődését. Ezt követően a Laurin & Klement gyárban dolgozott, ahol Kašpar német mérnök kollégájával Otto Hieronimusal, részt vett a cseh korona országaiban első repülőgép-hajtómű építésében. E szenvedélye a repülés elhagyására kényszerítette, és unokatestvérével Čihákkal, kizárólag a repülőgép-építésnek szentelte idejét, de később szakítottak.
Ezután először a francia tervező Hubert Latham modelljének mintájára kezdett repülőgépet építeni. Az építés során kapta a hírt, hogy 1909. július 25-én a francia Louis Blériot átrepülte a La Manche-csatornát. Kašpar befejezte a saját repülőgépének építését, de ő nem tudott felszállni. Első próbálkozásai majdnem az életébe kerültek, ezért a francia gyártól megvásárolt egy Blériot XI repülőgépet (a gép sorozatszáma 76) 18 000 frankért, a repülőgép ugyanis emlékeztette saját repülőgép motortípusára.
1910. április 16-án hajtotta végre az első sikeres repülést. A repülés két kilométer magasságban 2025 méter volt. Ez a nap lett a cseh repülés történetének ünnepelt mérföldköve, mert Kašpar volt az első a cseh származású pilóta. Ennek ellenére nem ő volt az első, aki ezen a viszonylag új találmányon repült Csehországban. 1910 januárban már Louis Gaubert francia pilóta is átrepült a  Velká Chuchle repülőtéren. Kašpar repülése előtt két héttel a német pilóta Otto Hieronymus, a Laurin & Klement gyár főmérnöke is vállalta a repülést.
Egy évvel később, 1911-ben Kašparnak sikerült kialakítani a saját működőképes repülőgépet, amelyet JK-nak neveztek. A 70 lóerős teljesítményű Daimler motorral felszerelt saját tervezésű újonnan épített repülőgépe. Ez a repülőgép volt az első hosszú távú repülést végrehajtó gép Csehországban. A próbarepülésre először 1911. április 30-án, Pardubice–Chrudim útvonalon és vissza repült, ami 24 perc és 23 másodpercig tartott. Ugyanezen a napon indult az első repülés utassal, unokatestvérével Evžen Čihákkal is.
Kašpar leghíresebb Pardubice–Velká Chuchle közötti repülése hozta meg számára a hírnevet, melyre 1911. május 13-án került sor. A távolság meghaladta a 121 km-t; 92 percig körülbelül 800 m magasságban repült. Abban az időben ez volt a leghosszabb repülés az Osztrák–Magyar Monarchia területén.
A repülőgépet, amellyel Kašpar ekkor repült, 1913-ban az akkori Cseh Királyság Műszaki Múzeumá-nak (ma Prágai Nemzeti Technikai Múzeum) adományozta, ahol máig látható.
Egy másik híres repülés volt az első utasokat szállító hosszú távú járat a Csehországban Melnik–Velká Chuchle közötti útvonalon, amely 41 perc 55 másodpercig tartott.
A későbbi években életét a személyes tragédia és a pénzügyi nehézségek jellemezték. Az első világháborút követően elvesztette pénzügyi forrásait és elszegényedett. 1927. március 2-án halt meg Pardubicében, szegényen, egy mentális betegség folytán öngyilkos lett.